# Ryan Miller
Ryan Miller, född 17 juli 1980 i East Lansing, Michigan, är en amerikansk professionell ishockeyspelare som spelar för Anaheim Ducks i NHL. 
Han har tidigare spelat för Buffalo Sabres, St. Louis Blues och Vancouver Canucks i NHL och har spelat på lägre nivåer för Soo Indians i NAHL, Michigan State Spartans (Michigan State University) i NCAA och Rochester Americans i AHL.  

## Karriär

### Buffalo Sabres
Han valdes i femte rundan som 138:e spelaren totalt i NHL-draften 1999. 
Miller har spelat två utomhusmatcher. Den första var "Cold War" och den andra var Winter Classic som Buffalo förlorade mot Pittsburgh Penguins efter att Sidney Crosby satte den avgörande straffen bakom Miller. Han spelade även 2006–07 års upplaga av All Star-matchen som Eastern Conference dock förlorade med 9-12. 

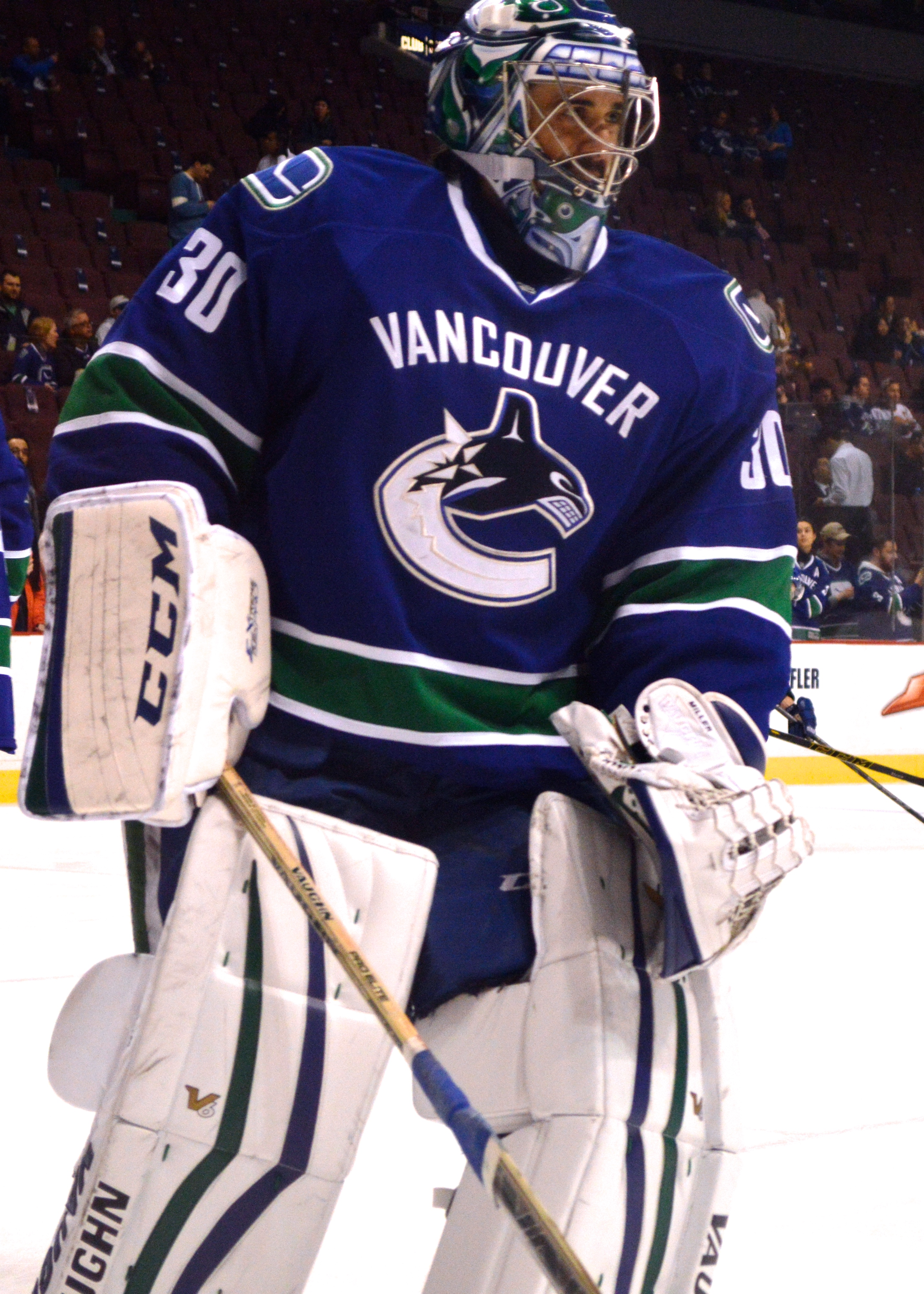
Ryan Miller 2015.

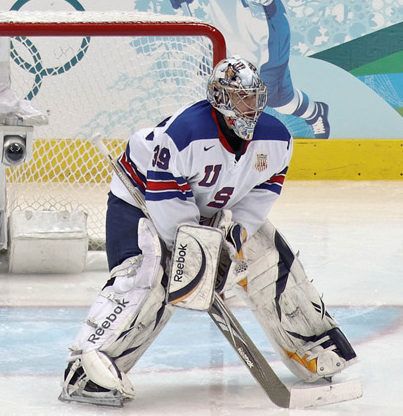
Ryan Miller under OS i Vancouver 2010.

2009–10 vann Miller Vezina Trophy som årets målvakt i NHL.

### St. Louis Blues
Den 1 mars 2014 blev det offentligt att Buffalo Sabres skickade iväg Miller och Steve Ott till St. Louis Blues i utbyte mot Jaroslav Halák, Chris Stewart, William Carrier, ett draftval i första rundan i 2015 års draft och ett draftval i tredje rundan i 2016 års draft. Miller var en s.k. "rental" i St. Louis, dvs. en spelare som är på väg att bli free agent under sommaren, som trejdas in vid trade deadline i februari för att hjälpa ett lag i slutspelet.

### Vancouver Canucks
Efter en mindre lyckad sejour i St. Louis blev han unrestricted free agent 1 juli 2014 och skrev samma dag på ett treårskontrakt med Vancouver Canucks.

### Anaheim Ducks
Efter tre säsonger i Canucks blev han unrestricted free agent 1 juli 2017 och skrev samma dag på ett tvåårskontrakt med Anaheim Ducks.

### Landslagskarriär
Ryan Miller representerade det amerikanska ishockeylandslaget vid OS i Vancouver 2010.

## Efter spelarkarriären
Han vann Stanley Cup, tillsammans med St. Louis Blues, för säsongen 2018–2019.

## Privatliv
Miller grundade år 2006 Steadfast Foundation som stöder cancerdrabbade och deras familjer. Den största anledningen till att Miller och fadern Dean Miller grundade Steadfast Foundation var att hans 17-årige kusin Matt drabbades av leukemi. 
Han kommer från en hockeyfamilj. Hans yngre bror Drew Miller vann Stanley Cup med Anaheim Ducks 2007 och hans kusin Kelly Miller spelade 1057 NHL-matcher.

## Statistik
M = Matcher, V = Vinster, F = Förluster, O/ÖF = Oavgjorda/Förluster på övertid, MIN = Spelade minuter, IM = Insläppta Mål, N = Nollor, GIM = Genomsnitt insläppta mål per match, R% = Räddningsprocent

### Grundserie
| Säsong     | Lag                       | Liga       | M   | V   | F   | O/ÖF | MIN   | IM   | N  | GIM  | R%    |
| ---------- | ------------------------- | ---------- | --- | --- | --- | ---- | ----- | ---- | -- | ---- | ----- |
| 1999–00    | Michigan State University | CCHA       | 25  | 16  | 5   | 3    | 1525  | 39   | 8  | 1.54 | 0.932 |
| 2000–01    | Michigan State University | CCHA       | 40  | 31  | 5   | 4    | 2448  | 54   | 10 | 1.33 | 0.950 |
| 2001–02    | Michigan State University | CCHA       | 40  | 26  | 9   | 5    | 2412  | 71   | 8  | 1.77 | 0.936 |
| 2002–03    | Rochester Americans       | AHL        | 47  | 23  | 18  | 5    | 2815  | 10   | 2  | 2.34 | 0.920 |
| 2002–03    | Buffalo Sabres            | NHL        | 15  | 6   | 8   | 1    | 912   | 40   | 1  | 2.63 | 0.902 |
| 2003–04    | Buffalo Sabres            | NHL        | 3   | 0   | 3   | 0    | 177   | 15   | 0  | 5.08 | 0.795 |
| 2003–04    | Rochester Americans       | AHL        | 60  | 27  | 25  | 7    | 3579  | 132  | 5  | 2.21 | 0.925 |
| 2004–05    | Rochester Americans       | AHL        | 63  | 41  | 17  | 4    | 370   | 153  | 8  | 2.45 | 0.922 |
| 2005–06    | Buffalo Sabres            | NHL        | 48  | 30  | 14  | 3    | 2862  | 124  | 1  | 2.60 | 0.914 |
| 2005–06    | Rochester Americans       | AHL        | 2   | 1   | 1   | 0    | 120   | 5    | 0  | 2.50 | 0.889 |
| 2006–07    | Buffalo Sabres            | NHL        | 63  | 40  | 16  | 6    | 3692  | 168  | 2  | 2.73 | 0.911 |
| 2007–08    | Buffalo Sabres            | NHL        | 76  | 36  | 27  | 10   | 4474  | 197  | 3  | 2.64 | 0.906 |
| 2008–09    | Buffalo Sabres            | NHL        | 59  | 34  | 18  | 6    | 3443  | 145  | 5  | 2.53 | 0.918 |
| 2009–10    | Buffalo Sabres            | NHL        | 69  | 41  | 18  | 8    | 4047  | 150  | 5  | 2.22 | 0.929 |
| 2010–11    | Buffalo Sabres            | NHL        | 66  | 34  | 22  | 8    | 3829  | 165  | 5  | 2.59 | 0.916 |
| 2011–12    | Buffalo Sabres            | NHL        | 61  | 31  | 21  | 7    | 3536  | 150  | 6  | 2.54 | 0.916 |
| NHL totalt | NHL totalt                | NHL totalt | 460 | 252 | 147 | 48   | 26975 | 1154 | 28 | 2.57 | 0.915 |

### Slutspel
| Säsong     | Lag                 | Liga       | M  | V  | F  | MIN  | IM  | N | GIM  | R%   |
| ---------- | ------------------- | ---------- | -- | -- | -- | ---- | --- | - | ---- | ---- |
| 2002–03    | Rochester Americans | AHL        | 3  | 1  | 2  | 190  | 13  | 0 | 4.11 | .856 |
| 2003–04    | Rochester Americans | AHL        | 14 | 7  | 7  | 857  | 26  | 2 | 1.82 | .934 |
| 2004–05    | Rochester Americans | AHL        | 9  | 5  | 4  | 547  | 24  | 0 | 2.63 | .909 |
| 2005–06    | Buffalo Sabres      | NHL        | 18 | 11 | 7  | 1123 | 48  | 1 | 2.56 | .908 |
| 2006–07    | Buffalo Sabres      | NHL        | 16 | 9  | 7  | 1029 | 38  | 0 | 2.22 | .922 |
| 2009–10    | Buffalo Sabres      | NHL        | 6  | 2  | 4  | 384  | 15  | 0 | 2.34 | .926 |
| 2010–11    | Buffalo Sabres      | NHL        | 7  | 3  | 4  | 410  | 20  | 2 | 2.93 | .917 |
| NHL totalt | NHL totalt          | NHL totalt | 47 | 25 | 22 | 2946 | 121 | 3 | 2.46 | .917 |

### Internationellt
| År     | Lag    | Turnering | M | V | F | O/ÖF | MIN | IM | N | GIM  | R%   |
| ------ | ------ | --------- | - | - | - | ---- | --- | -- | - | ---- | ---- |
| 2006   | USA    | OS        | – | – | – | –    | –   | –  | – | –    | –    |
| 2010   | USA    | OS        | 6 | 5 | 0 | 1    | 355 | 8  | 1 | 1.35 | .946 |
| Totalt | Totalt | Totalt    | 6 | 5 | 0 | 1    | 355 | 8  | 1 | 1.35 | .946 |